# 1610 год в музыке
1610 год в музыке ознаменовался следующими значимыми событиями и новыми музыкальными произведениями.

## События
- Итальянский композитор и капельмейстер Джованни Франческо Анерио[итал.] назначен маэстро музыки Филармонической академии[итал.] (Maestro di musica della Accademia Filarmonica) в Вероне. Для Академии он должен был писать музыку для мадригалов и стихов за ежегодную плату в 30 дукатов и проводить музыкальные мероприятия каждую среду. В конце года он ненадолго приезжает в Рим, чтобы наблюдать за изданием сборника сочинений.
- Итальянский монах-францисканец, инквизитор, поэт и автор Джованни Баттиста Чиодино[итал.] опубликовал трактат по теории музыки (Arte pratica latina e vulgare di far contrapunto; Венеция: Риккардо Амадино)[1]. В 1653 году композитор Иоганн Андреас Хербст перевёл трактат на немецкий язык (Франкфурт: Антонио Хумме, Томас Маттиас Гётце)[2].

## Публикации
- Сын английского композитора Джона Дауленда опубликовал два сборника, Varietie of Lute-Lessons (сольные лютневые произведения Дауленда-старшего и других) и A Musicall Banquet (включал три песни Дауленда-старшего: Farre from Triumphing Court, Lady If You So Spight Me и In Darknesse Let Me Dwell).
- Клаудио Монтеверди — духовная кантата Vespro della Beata Vergine (в русской традиции — «Вечерня Пресвятой Богородицы») на богослужебные латинские тексты, предназначенная для исполнения на вечерне в Богородичные праздники (Венеция: Риккардо Амадино).

## Классическая музыка
- Георг Патерман[нем.] — мотет Quam pulchrae sunt mammae tuae для десяти голосов (2 × 5) без сопровождения в память о свадьбе Питера Фюсса и Вендулы Линсинг[3].

## Опера
- Джордано Джакобби (итал. Giordano Giacobbi) — L'Andromeda (Болонья)[4].

## Родились

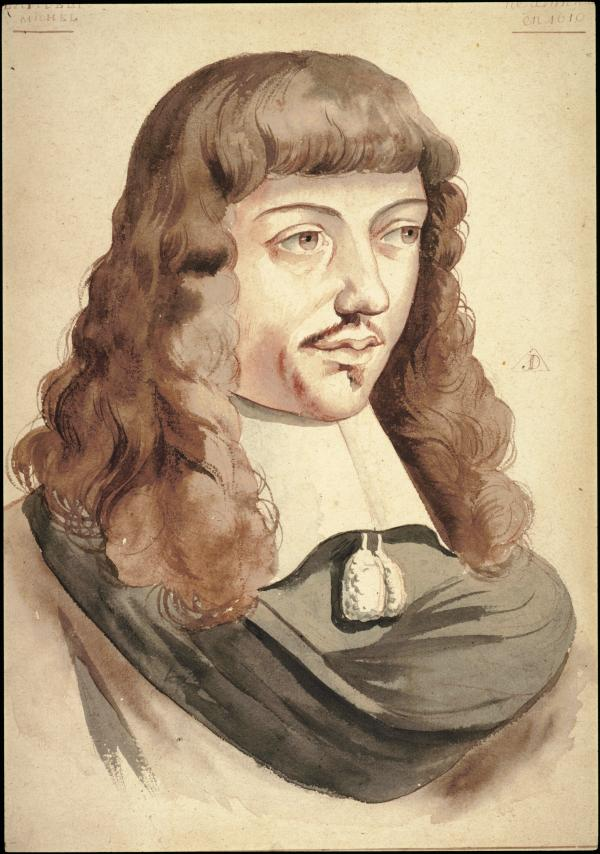
Портрет Мишеля Ламбера (автор неизвестен).

- 25 марта — Лоренцо Аньелли (итал. Lorenzo Agnelli), итальянский композитор (ум. в 1674)[5].
- Июль — Леонора Дуарте[нидерл.], фламандская музыкант и композитор португальско-еврейского происхождения (ум. в 1678).
- 9 декабря — Бальдассаре Ферри[итал.], итальянский певец-кастрат, первая настоящая звезда среди кастратов (ум. в 1680).

Дата неизвестна
- Войцех Бобовский (Али Уфки Бей), польский музыкант и османский драгоман, принял ислам, переводил Библию на турецкий язык. (ум. в 1675).
- Анри Дю Мон[фр.], франко-фламандский композитор, чья карьера в основном проходила в Париже (ум. в 1684)
- Мишель Ламбер, французский певец, хореограф и композитор, один из самых плодовитых вокальных композиторов второй половины XVII века (ум. в 1696)
- Гаспаро Казати (итал. Gasparo Casati), итальянский композитор (ум. в 1641)[6].
- Джордж Джеффрис[англ.], английский композитор и органист (ум. в 1685).
- Педро да Фонсека Луцио[порт.], португальский композитор (ум. в 1662/1663).
- Николя Метрю[фр.], французский композитор и музыкант (ум. в 1668).
- Симон Веси (итал. Simone Vesi), итальянский композитор (ум. в 1667)[7].
- Бьяджо Герарди (итал. Biagio Gherardi), итальянский композитор (ум. после 1650)[8].
- Робер III Баллар (фр. Robert Ballard III), французский печатник, происходил из семьи которая в период с 1560 по 1750 год практически монополизировала нотную печать во Франции (ум. в 1673)[9][10].
- Уильям Янг[англ.], английский музыкант и композитор (ум. в 1662)[11].
- Джованни Баттиста Бериа (итал. Giovanni Battista Beria), итальянский композитор (ум. в 1671)[12].

## Умерли
- 8 апреля — Леонард Мельдерт[нидерл.], франко-фламандский композитор, органист и капельмейстер (род. в 1535?).
- 2 мая — Паоло Вирки[итал.], итальянский органист и композитор (род. в 1552).
- 24 мая — Иоахим фон Бурк[нем.], немецкий композитор и автор лютеранских гимнов (род. 1546).

Дата неизвестна
- Томас Робинсон[англ.], английский композитор эпохи Возрождения и учитель музыки (род. ок. 1560).
- Фернандо де лас Инфантас[исп.], первый испанский композитор времён правления Филиппа II Испанского, позже священник и богослов (род. в 1534).
- Адам Берг[нем.], немецкий издатель, наиболее известный музыкальными изданиями и католическими религиозными текстами (род. в 1540?).